# スーパー丸幸
株式会社スーパー丸幸（スーパーまるこう）は、群馬県富岡市富岡に本社を置く企業。群馬県内にスーパーマーケットをチェーン展開していた。富岡商工会議所会員。かつては新日本スーパーマーケット協会（NSAJ、現・全国スーパーマーケット協会）正会員で、CGCグループに加盟していた。

## 歴史
1913年（大正2年）、海産物問屋として創業。卸売と並行して営業していた小売を強化。1953年（昭和28年）に会社を設立した。スーパーマーケット1号店は多野郡吉井町（現・高崎市吉井町）で、その後藤岡店・七日市店などを開店。1992年（平成4年）開店のバイパス店は同社初の大型店舗であった。
2000年代以降、拠点とする群馬県南西部の西毛地区に他社のスーパーマーケットやドラッグストアが進出し競争が激化。スーパー丸幸は逆に群馬県中心部の前橋市へと進出し6店舗営業としたが及ばず、後に富岡市・藤岡市に各1店舗ずつへと規模を縮小。2024年（令和6年）11月3日をもって全店舗を閉店することとなった。事業をトライアルカンパニーへ譲渡し、旧店舗を資本とした不動産賃貸業へと移行する。

## かつて存在した店舗

### スーパーマーケット事業撤退時の店舗
2024年7月12日時点の公式ウェブサイトのアーカイブによる。
- 富岡バイパス店（富岡市富岡2330-1） - 国道254号・富岡バイパス沿線に立地。商品部の所在地。
- 藤岡宮本店（藤岡市藤岡1143-1）

富岡市の店舗では地元の郷土料理である「ホルモン揚げ」（竹輪の串揚げ）を惣菜として販売していた。
2024年（令和6年）11月3日をもって閉店し、トライアル店舗へ移行。同年12月20日に旧富岡バイパス店跡地に「トライアルsmart富岡バイパス店」が開店した。

### その他かつて存在した店舗
- 安中店（安中市）[12] - 国道18号沿線、群馬県立安中総合学園高等学校（旧・群馬県立安中実業高等学校）の西に位置していた[13]。
- 倉賀野店（高崎市）[12] - 1980年（昭和55年）開店[3]。倉賀野駅の南、国道17号沿いに位置していた[13]。
- 新鮮市場 藤岡店（藤岡市） - 群馬藤岡駅の南西に位置していた[13]。
- 七日市店（富岡市七日市832）[14] - 通称「七日市マート」。1980年（昭和55年）5月開店、2022年（令和4年）8月16日閉店[15][注 2]。
- 西吉井店（多野郡吉井町）[12] - 西吉井駅の南、国道254号沿いに位置していた[13]。
- 広瀬店（前橋市天川大島町33-1） - 2003年12月開店[16]。閉店後の跡地はウエルシア前橋天川大島店[17]。

## 関連会社
- 株式会社群幸
- 株式会社あすなろ食品（法人番号：1070001009677） - 1993年（平成5年）、惣菜事業部が「デリカ・マルコー」として独立し、1996年（平成8年）に現社名へと変更[3]。高崎市吉井町長根1822番地3に所在していたが、2018年（平成30年）3月6日付けで所在地を富岡市内に変更し、2022年（令和4年）1月19日付けで閉鎖となった[18]。